# Sara De Bosschere
Sara De Bosschere is een Vlaamse actrice. Ze is eveneens theatermaker en scenarist. Ze is medeoprichter van het theatergezelschap De Roovers.
Ze studeerde in 1994 af aan het Koninklijk Conservatorium Antwerpen.
Met De Roovers speelt ze elk seizoen hun stukken in de Vlaamse theaterzalen. De Bosschere speelde ook mee in producties van De Tijd, Toneelgroep Amsterdam en tg Stan.
Ze had rollen in de langspeelfilms De helaasheid der dingen uit 2009 van Felix Van Groeningen als Nele Fockedey, en Dirty Mind, ook uit 2009 van Pieter Van Hees, waarin ze Brigitte vertolkte, de nieuwe vriendin van Roger, de vader van Diego. Daarnaast speelde ze mee in heel wat kortfilms.
Ze is een van de acteurs in het sketchprogramma Wat als?. In de televisieseries Moeder, waarom leven wij?, Vermist, Aspe en Assisen vertolkte ze ook kleine rollen.